# 장 카수
장 카수(Jean Cassou ; 1897년 ~ 1986년)는 프랑스의 시인 · 소설가 · 비평가이다. 에스파냐의 바스크 지방에서 출생하였으며 에스파냐 문학을 프랑스에 소개하는 데 힘썼다. 정치 · 미술 분야에서도 혁명적인 행동을 하여 제2차 세계대전 때에는 저항 운동의 투사로도 활동하였다. 그의 작품으로는 《파리의 학살》, 《피카소와 마티스》, 《우신예찬》, 《꿈의 열쇠》 등이 있다.